# Korstecknad örtlöpare
Korstecknad örtlöpare (Lebia cruxminor) är en skalbaggsart som först beskrevs av Carl von Linné 1758.  Korstecknad örtlöpare ingår i släktet Lebia, och familjen jordlöpare. Arten är reproducerande i Sverige.

## Bildgalleri

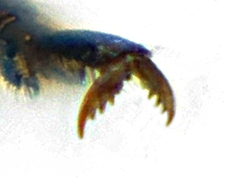
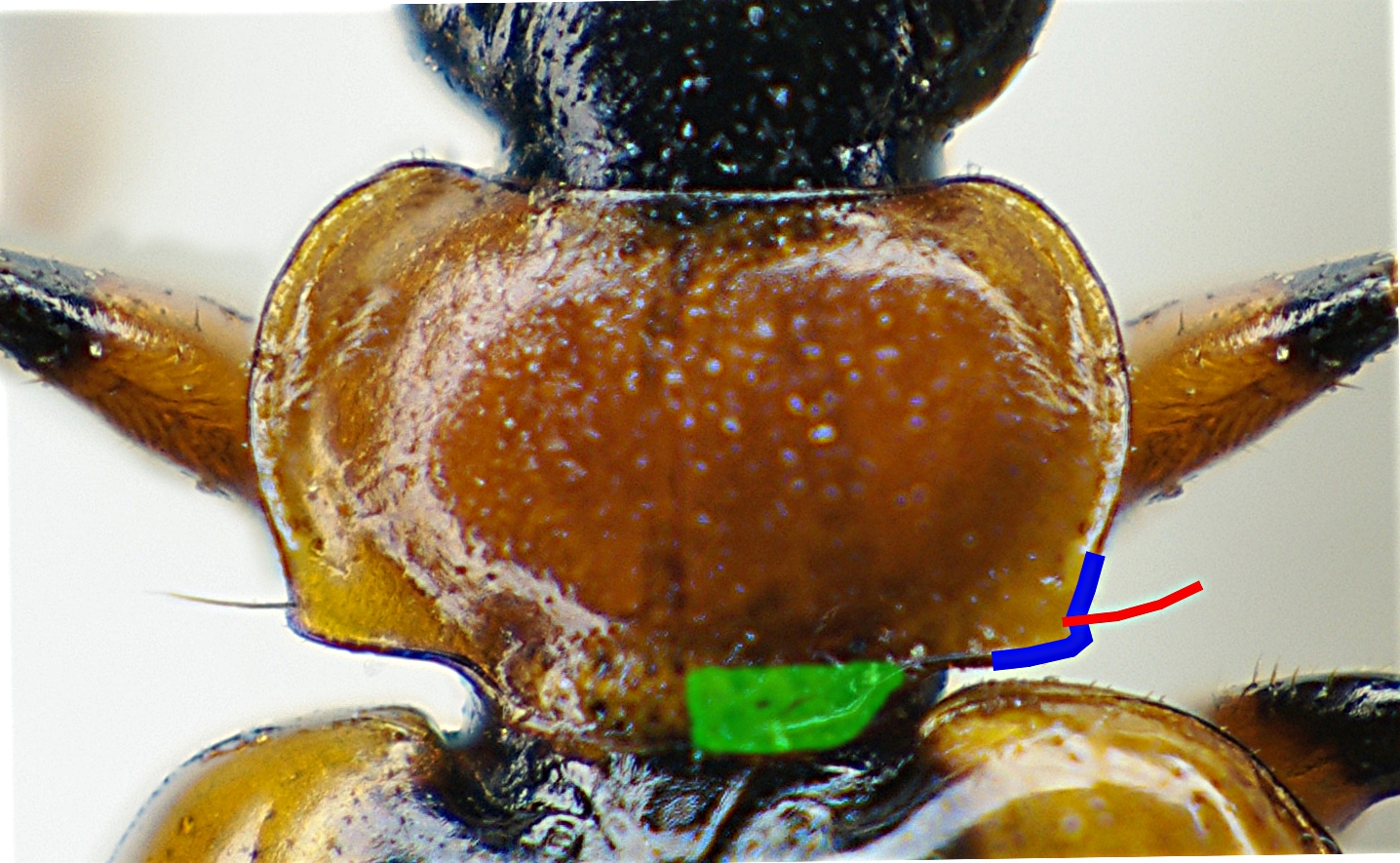